# エフエムベイエリア
エフエムベイエリア株式会社は、宮城県塩竈市、宮城郡松島町の各一部地域を放送区域として超短波放送（FM放送）を営む特定地上基幹放送事業者である。
BAY WAVE（ベイウェーブ）の愛称でコミュニティ放送を行っている。

## 概要
1995年（平成7年）1月17日に発生した阪神・淡路大震災を教訓に、宮城県沖地震に備えるため設立された。

## 沿革
- 1997年（平成9年）1月14日　エフエムベイエリア株式会社設立
- 1998年（平成10年）4月27日　開局
- 2011年（平成23年）
  - 3月11日、東北地方太平洋沖地震に伴う津波によって演奏所が浸水し、放送休止[1]。
  - 3月13日、塩竈市役所（北緯38度18分51.7秒 東経141度1分19.3秒 / 北緯38.314361度 東経141.022028度）庁内の防災安全課の一室に演奏所を移転、送信所（仮設アンテナ）を庁舎屋上に設置して夜には放送を再開[1]。
  - 3月18日14時20分、臨時災害放送局しおがまさいがいエフエム（JOYZ2T-FM）の免許を取得。当局の機材・人員を利用し、出力を10Wから100Wに増力[2]。
- 2013年（平成25年）
  - 3月末より、東北地方整備局が整備したトンネル内ラジオ再放送設備により、塩竈市から近距離にある国道45号線の「須賀第１トンネル」「須賀第２トンネル」「浜田トンネル」「松島トンネル」内でも民放AM/FM・NHK-AM/FMだけでなく「しおがまさいがいエフエム」も聴取出来るようになった[3]。
  - 9月26日15時30分、しおがまさいがいエフエム廃止[4]。同時に送信所を塩釜ガス体育館に移転し、出力を20Wに変更。

## 主な番組
- Good day for you
- ラジカルト
- しおがまみなとウミネコ放送局
- 高橋勇弥のどんぴしゃラジオ
- GOGO! GIRLS! STI放送局!!
- あなたと一緒にサタデーランチ
- 旅するK-POP